# Boleslas Sloskans

Sloskans, bestuurder van het katholiek bisdom Mogilev-Minsk (Wit-Rusland)

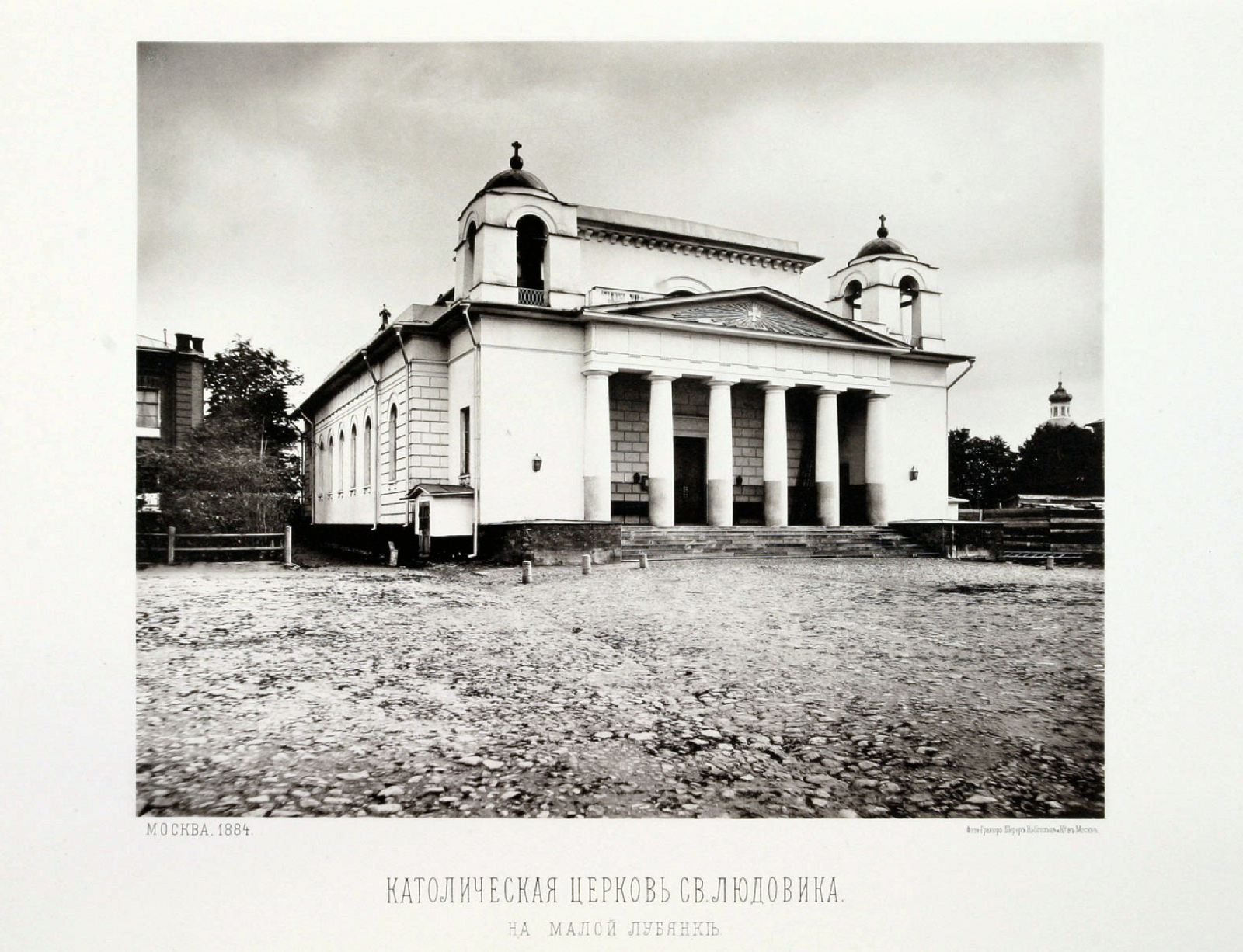
Saint-Louis des Français in Moskou

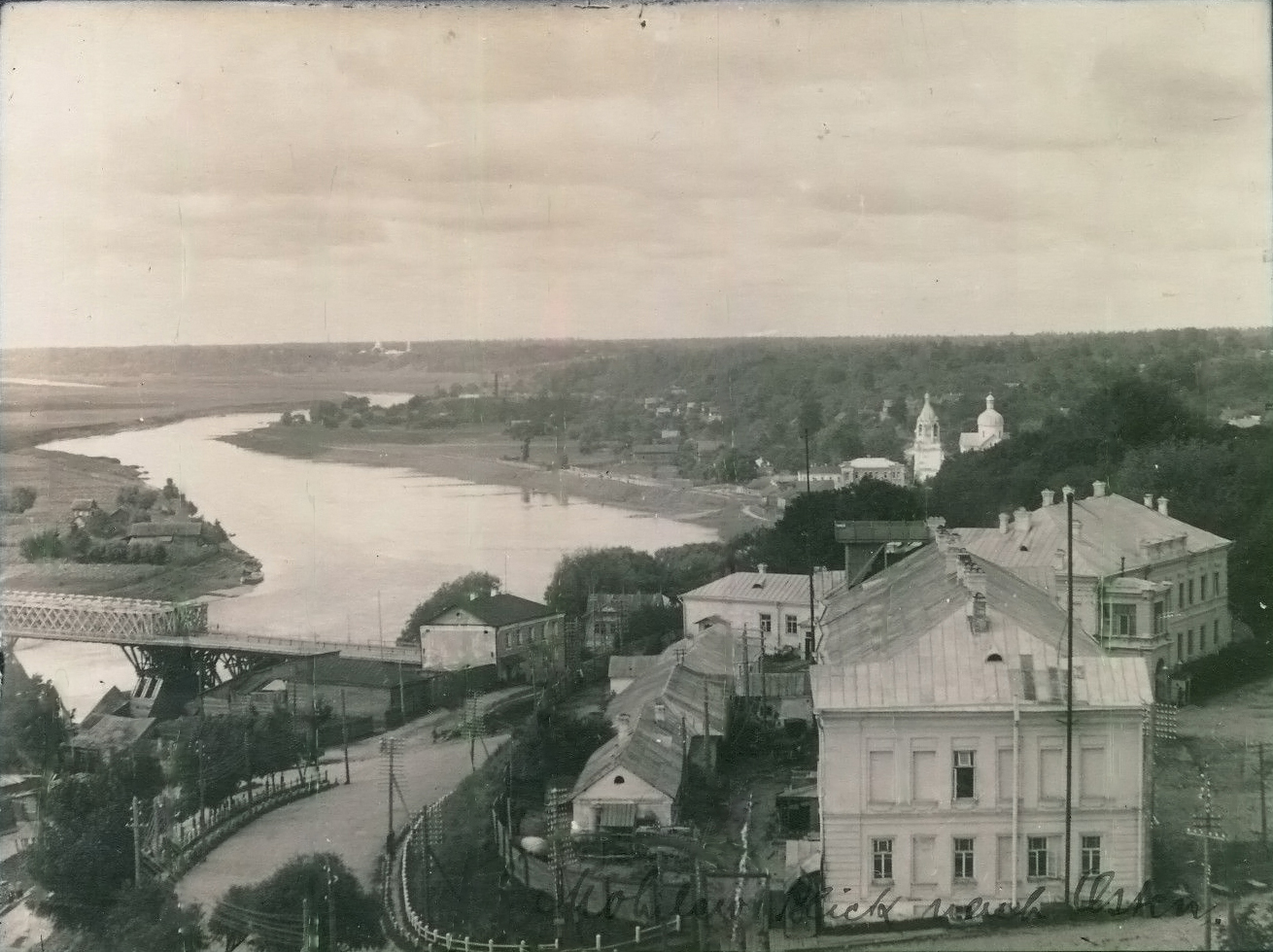
Mogilev (Wit-Rusland, begin 20e eeuw)

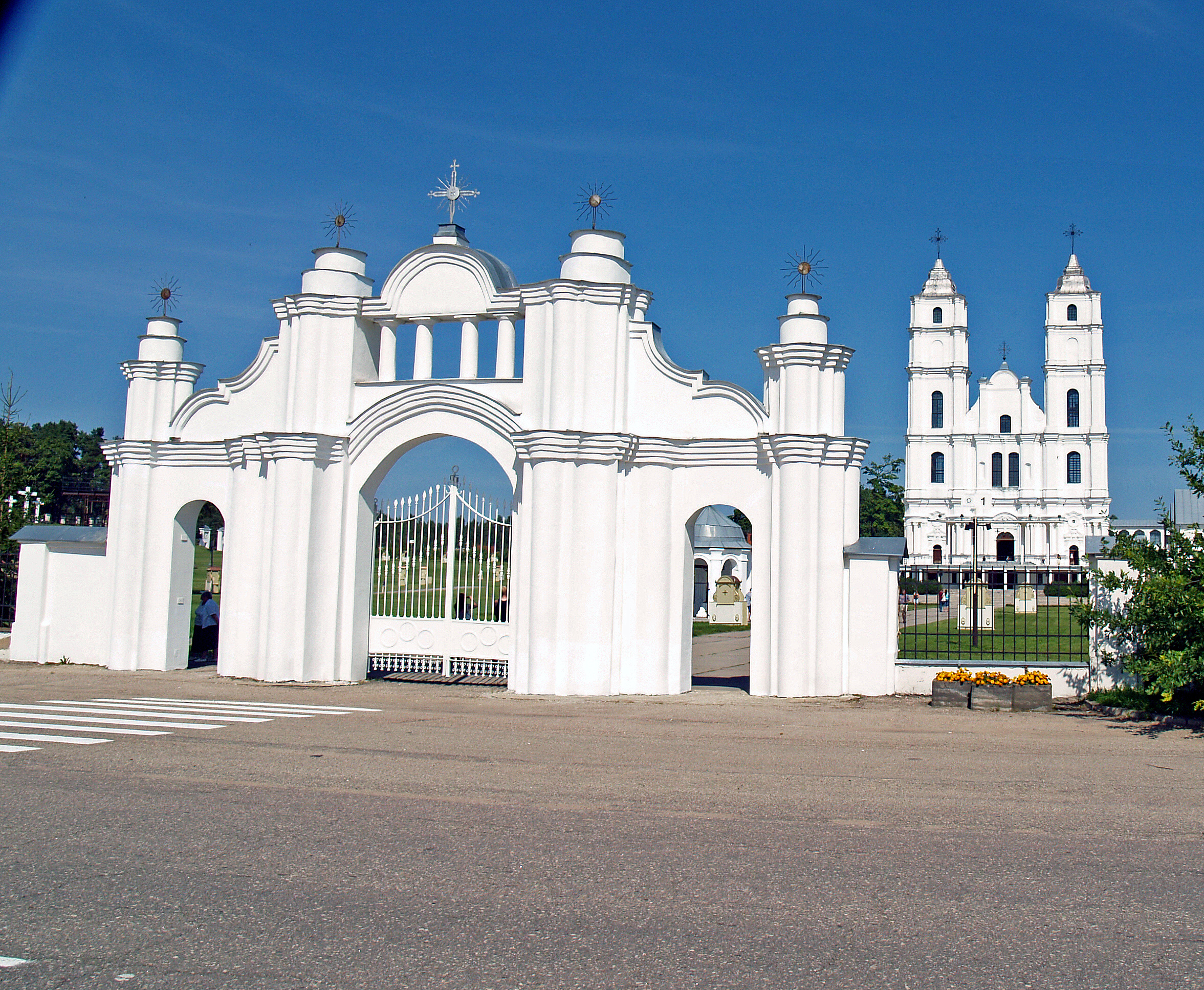
Basiliek van Aglona in Letland

Boleslas Bernardovich Sloskans (Tiltagals, 31 augustus 1893 – Korbeek-Lo, 18 april 1981) was titulair bisschop van Cillium en een rooms-katholiek bestuurder voor Wit-Rusland. Later na jaren van gevangenschap en ballingschap was hij, in België, werkzaam voor studenten uit de Baltische landen, Wit-Rusland en Rusland.

## Levensloop

### Keizerrijk Rusland
Sloskans werd geboren in Letland, in het dorp Tiltagals. Tiltagals, met als huidige naam Stirniene, ligt enkele tientallen kilometers van Dünaburg of Daugavpils. Letland was een deel van het keizerrijk Rusland. Zijn ouders waren rooms-katholiek. Zij lieten hun zoon priesterstudies volgen aan het (katholiek) seminarie van Sint-Petersburg. Op 21 januari 1917, vlak voor de Februarirevolutie en de Oktoberrevolutie, werd Sloskans tot priester gewijd. In 1918 sloten alle kerken op bevel van de bolsjewieken. Zijn geboorteland Letland scheurde zich af van de Sovjet-Unie als de Republiek Letland. Sloskans besloot af te zien van een paspoort van de republiek Letland en zich verder als Rus te beschouwen.

### Sovjet-Unie
Van 1918 tot 1926 was hij kapelaan in Petrograd, voorheen Sint-Petersburg, en in Wizebsk, voor zover het mogelijk was om pastoraal actief te zijn onder het regime van bolsjewieken. In 1926 riep de jezuïet Michel d’Herbigny hem naar Moskou. D’Herbigny was, onderweg naar Moskou, in Berlijn tot bisschop gewijd door Pacelli, de latere paus Pius XII. Pacelli was nuntius in Berlijn en wenste roomse bisschoppen te laten wijden in de Sovjet-Unie. Bisschop d’Herbigny nam deze taak op zich en legde in het geheim contact met Fransen in Moskou. Op 10 mei 1926 werd Sloskans tot bisschop gewijd door d’Herbigny. Dit gebeurde in het geheim in de kerk van Saint-Louis des Français in Moskou. Sloskans werd titulair bisschop van Cillium, en tegelijkertijd apostolisch administrator voor het bisdom Mogilev-Minsk in Wit-Rusland. Dit rooms-katholiek bisdom had als grondgebied geheel Wit-Rusland. Het bisdom was zonder bisschop en Sloskans moest als administrator de bisschoppelijke taken op zich nemen. In september 1926 meldde hij zich aan bij de Sovjet-autoriteiten van Wit-Rusland als de nieuwe katholieke kerkvorst.
Zowel in Mogilev als in Minsk volgde de geheime politie het handelen van Sloskans. In 1927 pakte de politie hem op. Sloskans werd naar de Lubjanka-gevangenis in Moskou overgebracht waar hij veroordeeld werd wegens spionage tegen de Sovjet-Unie. Sloskans werd drie jaar opgesloten in de staatsgevangenis van de Solovetski-eilanden aan de Witte Zee (1927-1930). In de gevangenis zocht hij medepriesters op; hij wijdde een gevangene, Donat Nowicki, tot priester.
Na zijn vrijlating keerde Sloskans terug naar Mogilev (1930). De politie arresteerde hem opnieuw wegens staatsgevaarlijke activiteiten. Sloskans werd verbannen naar Siberië, naar het verre Starotouroukhansk, en dit met verschillende tussenstoppen van de gevangenentransporten. Hij maakte van de gelegenheid gebruik om de Franse taal te leren, iets wat hij tijdens zijn bisschopswijding niet sprak met de Franse jezuïet. In 1933 ruilden de Sovjets hem om tijdens een spionnenruil. Sloskans kwam vrij.

### Republiek Letland
Sloskans, met Russische nationaliteit, installeerde zich in de republiek Letland. In onduidelijke omstandigheden dook Sloskans in Rome op, bij paus Pius XI. De paus verleende hem de titel van bisschop-assistent bij de pauselijke troon doch stuurde hem onverrichter zake terug naar Riga, Letland. Van 1933 tot 1940 onderwees Sloskans theologie in Riga.

### Letse Socialistische Sovjetrepubliek
In 1940 vielen de Sovjets Letland binnen; Letland werd de Letse Socialistische Sovjetrepubliek. De geheime politie van de Sovjets achtervolgde Sloskans doch deze kon steeds ontsnappen. In 1941 viel Nazi-Duitsland Letland binnen. Toen in 1944 de Sovjet-Unie opnieuw Letland binnenviel, pakte de Gestapo Sloskans op. De Gestapo trok zich terug en voerde Sloskans tot in Piła (Duits: Scheidemühl) in Polen. Hij maakte er in 1945 de Verdrijving van de Duitsers  mee.

### West-Duitsland
In West-Duitsland belandde hij in de Kapucijnenabdij van Mariabuchen (Beieren). Dit was een abdij naast de bedevaartskerk van Mariabuchen. Hier verbleef hij van 1945 tot 1947.

### België
Via pelgrims belandde hij in Brussel en nadien in Leuven. Van 1951 tot 1979 verbleef hij in de benedictijnenabdij Keizersberg in Leuven. Hij zette zich in voor vluchtelingen uit de Baltische landen, Rusland en Wit-Rusland. Hij werd belast met de taak van apostolisch visitator -pauselijk bestuurder- voor deze vluchtelingen uit de Sovjet-Unie. 
Van 1979 tot zijn dood in 1981 werd hij verpleegd in Korbeek-Lo, nabij Leuven, in een klooster van de zusters van het Convent van Bethlehem uit Duffel. 

## Postuum
Paus Johannes-Paulus II liet zijn lichaam begraven in de basiliek en bedevaartskerk van Aglona in Letland. 
In 1999 startte het aartsbisdom Mechelen-Brussel in Rome met het proces van de zaligverklaring; de postulator was Stefaan Van Calster. In het voorstadium van dit proces schonk Johannes-Paulus II hem de titel van eerbiedwaardige (2004).